# Jessica Stegrud
Jessica Stegrud (ur. 27 września 1970 w Sztokholmie) – szwedzka ekonomistka, publicystka i polityk, posłanka do Parlamentu Europejskiego IX kadencji, parlamentarzystka krajowa.

## Życiorys
Urodziła się w sztokholmskim okręgu Bromma. Kształciła się w zakresie ekonomii i nauk politycznych. Studiowała w Högskolan i Gävle oraz na Uniwersytecie w Karlstad. Pracowała m.in. jako ekonomistka w HeidelbergCement, a przez kilkanaście lat jako kontroler w szwedzkim oddziale koncernu E.ON.
Zajęła się również działalnością publicystyczną i komentatorską w mediach społecznościowych. W 2019 wstąpiła do Szwedzkich Demokratów. W tym samym roku z ramienia tej formacji uzyskała mandat eurodeputowanej IX kadencji.
W wyborach w 2022 uzyskała mandat posłanki do Riksdagu.